# Boygenius
Boygenius — американський інді-рок супергурт, до складу якого входять авторки-співачки Джуліан Бейкер, Фібі Бріджерс та Люсі Дакус. Вони дебютували із однойменни мініальбомом у 2018 році,, а потім повернулися після перерви з дебютним студійним альбомом The Record (2023), який мав як критичний, так і комерційний успіх, принісши учасникам три Греммі та одну Brit Awards. Названа «миттєвою класикою» за версією NME, платівка очолила чарти Великої Британії, Ірландії та Нідерландів, а також посіла четверту сходинку в Billboard 200 у США. Другий міні-альбом гурту «The Rest» вийшов 13 жовтня 2023 року. Наразі робота колективу перебуває на паузі.

## Дискографія
Студійні альбоми
- The Record (2023)

Мініальбоми
- Boygenius (2018)
- The Rest (2023)

Сингли
- «$20» (2023)
- Emily I'm Sorry (2023)
- True Blue (2023)
- Not Strong Enough (2023)
- Cool About It (2023)
- The Parting Glass (за уч. Ye Vagabonds) (2023)

## Нагороди
| Рік  | Нагорода                 | Номінована робота   | Категорія                                         | Результат | Посилання     |
| ---- | ------------------------ | ------------------- | ------------------------------------------------- | --------- | ------------- |
| 2024 | Греммі                   | The Record          | Альбом року                                       | Номінація | [ 11 ] [ 12 ] |
| 2024 | Греммі                   | The Record          | Найкращий альбом альтернативної музики            | Перемога  | [ 11 ] [ 12 ] |
| 2024 | Греммі                   | The Record          | Найкраща звукорежисура альбому, некласична музика | Номінація | [ 11 ] [ 12 ] |
| 2024 | Греммі                   | «Not Strong Enough» | Запис року                                        | Номінація | [ 11 ] [ 12 ] |
| 2024 | Греммі                   | «Not Strong Enough» | Рок-пісня року                                    | Перемога  | [ 11 ] [ 12 ] |
| 2024 | Греммі                   | «Not Strong Enough» | Найкраще рок-виконання                            | Перемога  | [ 11 ] [ 12 ] |
| 2024 | Греммі                   | «Cool About It»     | Найкраще виконання альтернативної музики          | Номінація | [ 11 ] [ 12 ] |
| 2024 | Brit Awards              | boygenius           | Найкращий іноземний гурт                          | Перемога  | [ 13 ]        |
| 2024 | iHeartRadio Music Awards | The Record          | Найкращий альбом альтернативної музики            | Перемога  | [ 14 ]        |